# شاين ماهر
شاين ماهر (بالإنجليزية: Shane Maher)‏ هو لاعب قذف أيرلندي، ولد في 22 أبريل 1981.